# 车厘李
车厘李也叫車厘布冧，是中国李或其雜交品種（布冧）和欧洲甜樱桃（车厘子）的杂交产物。常被叫做樱桃李（cherry plum），但车厘李与物种樱桃李毫无关系。为了表示区别，车厘李也叫美国樱桃李、澳洲樱桃李。更接近李子的车厘李叫做，更接近樱桃的车厘李叫做。 常见品系有、小仙子樱桃李（Verry Cherry Plum，即系列）、Pluerry等。
樱桃李和中国李的杂交种俄罗斯李（學名：Prunus × rossica）的部分品种（如和）也以车厘李或樱桃李之名售卖，应注意区别。